# Waldemar Victorino
Waldemar Barreto Victorino (Montevideo, 22 mei 1952 – aldaar, 29 augustus 2023) was een profvoetballer uit Uruguay. Hij speelde als aanvaller en clubvoetbal in Uruguay, Argentinië, Italië, Colombia, Venezuela, Ecuador en Peru. Victorino beëindigde zijn actieve carrière in 1989 bij Defensor Lima in Peru.

## Interlandcarrière
Victorino speelde in totaal 33 officiële interlands (vijftien doelpunten) voor zijn vaderland Uruguay. Hij maakte zijn debuut voor de nationale ploeg op 9 juni 1976 in de vriendschappelijke thuiswedstrijd tegen Argentinië (0-3). Victorino nam met La Celeste deel aan de strijd om de Copa América in 1979.
Victorino overleed op 71-jarige leeftijd na een zelfmoordpoging.

## Trivia
Hij is de oom van Mauricio Victorino.

## Erelijst
Club Nacional
- Primera División

1980
- CONMEBOL Libertadores

1980
- Wereldbeker voor clubteams

1980
 Uruguay
- Mundialito

1981